# Medalem (Modo)
Medalem is een bestuurslaag in het regentschap Lamongan van de provincie Oost-Java, Indonesië. Medalem telt 1616 inwoners (volkstelling 2010).